# 1971 (szám)
Az 1971 (római számmal: MCMLXXI) az 1970 és 1972 között található természetes szám.

## A matematikában
A tízes számrendszerbeli 1971-es a kettes számrendszerben 11110110011, a nyolcas számrendszerben 3663, a tizenhatos számrendszerben 7B3 alakban írható fel.
Az 1971 páratlan szám, összetett szám. Kanonikus alakja 33 · 731, normálalakban az 1,971 · 103 szorzattal írható fel. Nyolc osztója van a természetes számok halmazán, ezek növekvő sorrendben: 1, 3, 9, 27, 73, 219, 657 és 1971.
Az 1971 harmincnyolc szám valódiosztóösszeg-függvényeként áll elő, ezek közül a legkisebb is nagyobb 10 000-nél.